# أندرو مالكوم
أندرو مالكوم هو سياسي كندي، ولد في 23 نوفمبر 1840 في المملكة المتحدة، وتوفي في 9 أغسطس 1915 بكينكاردين في كندا. حزبياً، نشط في الحزب الليبرالي في أونتاريو ‏. وقد انتخب عضو برلمان مقاطعة أونتاريو.